# جوسیخ
باردلنگ، جوسیخ (نام علمی: Ebenus stellata) نام یک گونه از سرده باردلنگ است.